# 福里奥
福里奥（義大利語：Forio），是意大利坎帕尼亞大區那不勒斯广域市的一个市镇，位于伊斯基亚岛。总面积12平方公里，人口17279人，人口密度1439.9人/平方公里（2009年）。ISTAT代码为063031。